# Mistrzostwa Polski Seniorów w Lekkoatletyce 2004
80. Mistrzostwa Polski Seniorów w Lekkoatletyce – zawody sportowe, które rozgrywane były w Bydgoszczy na Stadionie im. Zdzisława Krzyszkowiaka w dniach 2–4 lipca 2004 roku.

## Rezultaty
| NR – rekord Polski \| NL – najlepszy wynik w Polsce w sezonie \| SB – najlepszy wynik w sezonie \| PB – rekord życiowy |

### Mężczyźni
| Konkurencja:                  | 1. miejsce                                                                      | Rezultat | 2. miejsce                                                                      | Rezultat | 3. miejsce                                                                 | Rezultat |
| Bieg na 100 m                 | Łukasz Chyła SKLA Sopot                                                         | 10,54    | Zbigniew Tulin Legia Warszawa                                                   | 10,67    | Michał Bielczyk AZS-AWF Warszawa                                           | 10,70    |
| Bieg na 200 m                 | Marcin Urbaś AZS-AWF Kraków                                                     | 20,99    | Marcin Jędrusiński AZS Poznań                                                   | 21,03    | Leszek Dyja AZS-AWF Kraków                                                 | 21,52    |
| Bieg na 400 m                 | Marcin Marciniszyn AZS-AWF Wrocław                                              | 46,61    | Piotr Klimczak AZS-AWF Kraków                                                   | 46,66    | Rafał Wieruszewski Orkan Poznań                                            | 46,70    |
| Bieg na 800 m                 | Mirosław Formela Sporting Międzyzdroje                                          | 1:47,59  | Grzegorz Krzosek RLTL ZTE Radom                                                 | 1:48,03  | Paweł Czapiewski Lubusz Słubice                                            | 1:48,57  |
| Bieg na 1500 m                | Zbigniew Graczyk AZS-AWF Gorzów Wlkp.                                           | 3:44,33  | Bartosz Nowicki MKL Szczecin                                                    | 3:45,32  | Michał Bernardelli Warszawianka                                            | 3:45,58  |
| Bieg na 5000 m                | Michał Kaczmarek LLKS Gubin                                                     | 14:14,65 | Dariusz Kruczkowski Zawisza Bydgoszcz                                           | 14:15,13 | Yared Shegumo Polonia Warszawa                                             | 14:15,31 |
| Bieg na 110 m przez płotki    | Tomasz Ścigaczewski MKS Aleksandrów Łódzki                                      | 13,63    | Marcin Bodzek AZS-AWF Kraków                                                    | 14,13    | Mariusz Kubaszewski Zawisza Bydgoszcz                                      | 14,33    |
| Bieg na 400 m przez płotki    | Paweł Januszewski Wawel Kraków                                                  | 50,44    | Tomasz Rudnik ULKS Zielony Dąb Żarów                                            | 50,61    | Marek Motyka AZS-AWF Katowice                                              | 51,17    |
| Bieg na 3000 m z przeszkodami | Jan Zakrzewski Oleśniczanka                                                     | 8:28,07  | Jakub Czaja SKLA Sopot                                                          | 8:28,94  | Radosław Popławski Astra Nowa Sól                                          | 8:29,14  |
| Sztafeta 4 × 100 m            | AZS-AWF Kraków Leszek Dyja Marcin Nowak Marcin Urbaś Arkadiusz Zontek           | 39,54    | AZS-AWF Wrocław Paweł Ptak Grzegorz Olszański Marcin Niewiara Marcin Krzywański | 40,85    | MKL Szczecin Grzegorz Mitek Mikołaj Lewański Rafał Śliwka Łukasz Rokicki   | 41,43    |
| Sztafeta 4 × 400 m            | AZS-AWF Kraków Grzegorz Zajączkowski Ziemowit Ryś Łukasz Lańczyk Piotr Klimczak | 3:08,60  | AZS-AWF Wrocław Paweł Ptak Daniel Czuchnowski Marcin Marciniszyn Filip Walotka  | 3:09,06  | MKS Truso Elbląg Maciej Żukowski Adrian Otoliński Dariusz Kruk Jakub Galor | 3:14,83  |
| Chód na 20 km                 | Robert Korzeniowski Wawel Kraków                                                | 1:21:40  | Grzegorz Sudoł AZS-AWF Kraków                                                   | 1:22:17  | Benjamin Kuciński AZS-AWF Katowice                                         | 1:23:32  |
| Skok wzwyż                    | Robert Wolski MKLA Łęczyca                                                      | 2,30     | Dawid Jaworski AZS-AWF Gorzów Wlkp.                                             | 2,25     | Aleksander Waleriańczyk Wawel Kraków                                       | 2,25     |
| Skok o tyczce                 | Adam Kolasa KL Gdynia                                                           | 5,55     | Przemysław Czerwiński Gwardia Piła                                              | 5,40     | Jacek Włuka AZS-AWFiS Gdańsk                                               | 5,00     |
| Skok w dal                    | Michał Łukasiak UMKS Ziemia Mławska                                             | 7,78     | Grzegorz Marciniszyn Piast Głogów                                               | 7,64     | Daniel Kaczmarczyk AZS-AWF Wrocław                                         | 7,54     |
| Trójskok                      | Jacek Kazimierowski MKLA Łęczyca                                                | 16,27    | Robert Michniewski BKS Bydgoszcz                                                | 16,08    | Mateusz Parlicki AZS-AWS Katowice                                          | 15,96    |
| Pchnięcie kulą                | Tomasz Majewski AZS-AWF Warszawa                                                | 20,21    | Leszek Śliwa Zawisza Bydgoszcz                                                  | 18,72    | Sebastian Wenta Lechia Gdańsk                                              | 18,70    |
| Rzut dyskiem                  | Andrzej Krawczyk AZS-AWF Biała Podlaska                                         | 62,26    | Olgierd Stański AZS-AWF Biała Podlaska                                          | 60,26    | Piotr Małachowski AZS-AWF Warszawa                                         | 59,64    |
| Rzut młotem                   | Szymon Ziółkowski AZS Poznań                                                    | 73,63    | Marcin Fernówka Zawisza Bydgoszcz                                               | 69,67    | Kazimierz Boulge Zawisza Bydgoszcz                                         | 69,27    |
| Rzut oszczepem                | Rajmund Kółko LKS Polkowice                                                     | 80,45    | Dariusz Trafas NKS Namysłów                                                     | 76,60    | Tomasz Damszel NKS Namysłów                                                | 74,07    |

### Kobiety
| Konkurencja:                  | 1. miejsce                                                                  | Rezultat | 2. miejsce                                                                      | Rezultat | 3. miejsce                                                                          | Rezultat |
| Bieg na 100 m                 | Daria Onyśko AZS-AWF Poznań                                                 | 11,67    | Małgorzata Flejszar LKS Ziemi Puckiej                                           | 11,84    | Iwona Dorobisz AZS-AWF Wrocław                                                      | 11,92    |
| Bieg na 200 m                 | Grażyna Prokopek AZS-AWFiS Gdańsk                                           | 23,32    | Zuzanna Radecka AZS-AWF Katowice                                                | 23,41    | Iwona Dorobisz AZS-AWF Wrocław                                                      | 23,96    |
| Bieg na 400 m                 | Monika Bejnar AZS-AWF Warszawa                                              | 52,13    | Grażyna Prokopek AZS-AWFiS Gdańsk                                               | 52,22    | Zuzanna Radecka AZS-AWF Katowice                                                    | 52,26    |
| Bieg na 800 m                 | Anna Zagórska AZS-AWF Wrocław                                               | 2:04,44  | Joanna Kaczor Znicz Biłgoraj                                                    | 2:05,47  | Joanna Buza Start Lublin                                                            | 2:06,06  |
| Bieg na 1500 m                | Anna Jakubczak Agros Zamość                                                 | 4:18,85  | Wioletta Janowska AZS-AWF Kraków                                                | 4:19,27  | Lidia Chojecka Pogoń Siedlce                                                        | 4:19,95  |
| Bieg na 5000 m                | Wioletta Janowska AZS-AWF Kraków                                            | 15:34,87 | Justyna Bąk NKS Namysłów                                                        | 16:03,19 | Grażyna Syrek Olimpia Poznań                                                        | 16:05,00 |
| Bieg na 100 m przez płotki    | Aurelia Trywiańska AZS-AWF Warszawa                                         | 12,96    | Justyna Oleksy AZS-AWF Wrocław                                                  | 13,47    | Agnieszka Frankowska Wawel Kraków                                                   | 13,51    |
| Bieg na 400 m przez płotki    | Małgorzata Pskit Warszawianka                                               | 55,48    | Marta Chrust AZS-AWF Wrocław                                                    | 56,38    | Anna Jesień AZS-AWF Warszawa                                                        | 56,63    |
| Bieg na 3000 m z przeszkodami | Justyna Bąk NKS Namysłów                                                    | 9:55,59  | Julia Budniak AZS-AWF Wrocław                                                   | 10:13,23 | Urszula Nęcka Płomień Sosnowiec                                                     | 10:31,16 |
| Sztafeta 4 × 100 m            | AZS-AWF Warszawa Aurelia Trywiańska Anna Pacholak Anna Jesień Monika Bejnar | 44,90    | AZS-AWF Wrocław Karolina Tłustochowska Justyna Oleksy Anita Hennig Marta Chrust | 45,92    | Skra Warszawa Luiza Gąsiewska Bożena Trzcińska Anna Radoszewska Iwona Brzezińska    | 46,11    |
| Sztafeta 4 × 400 m            | AZS-AWF Warszawa Ewelina Sętowska Anna Jesień Monika Bejnar Anna Pacholak   | 3:31,51  | AZS-AWF Wrocław Maria Kuśniar Anna Zagórska Karolina Tłustochowska Anita Hennig | 3:40,58  | Skra Warszawa Agnieszka Ziółkowska Agnieszka Stoch Luiza Gąsiewska Monika Czarnecka | 3:41,20  |
| Chód na 20 km                 | Sylwia Korzeniowska AZS-AWF Katowice                                        | 1:33:15  | Agnieszka Olesz AZS-AWF Katowice                                                | 1:42:06  | Elżbieta Nieckarz AZS URz Rzeszów                                                   | 1:48:12  |
| Skok wzwyż                    | Anna Ksok Śląsk Wrocław                                                     | 1,86     | Kamila Stepaniuk Podlasie Białystok                                             | 1,84     | Aleksandra Zarecka Podlasie Białystok                                               | 1,81     |
| Skok o tyczce                 | Monika Pyrek MKL Szczecin                                                   | 4,45     | Anna Rogowska SKLA Sopot                                                        | 4,45     | Róża Kasprzak AZS-AWFiS Gdańsk                                                      | 4,10     |
| Skok w dal                    | Liliana Zagacka Krokus Leszno                                               | 6,47     | Sandra Chukwu Pomorze Stargard                                                  | 6,33     | Małgorzata Trybańska Warszawianka                                                   | 6,28     |
| Trójskok                      | Liliana Zagacka Krokus Leszno                                               | 14,10    | Joanna Szczygielska AZS Łódź                                                    | 13,40    | Małgorzata Trybańska Warszawianka                                                   | 13,28    |
| Pchnięcie kulą                | Krystyna Zabawska Podlasie Białystok                                        | 18,42    | Wioletta Potępa AZS-AWF Warszawa                                                | 16,26    | Magdalena Sobieszek AZS Lublin                                                      | 15,27    |
| Rzut dyskiem                  | Wioletta Potępa AZS-AWF Warszawa                                            | 62,05    | Marzena Wysocka AZS-AWF Biała Podlaska                                          | 59,85    | Joanna Wiśniewska Warszawianka                                                      | 59,56    |
| Rzut młotem                   | Kamila Skolimowska Gwardia Warszawa                                         | 71,51    | Katarzyna Kita Agros Zamość                                                     | 62,89    | Agnieszka Pogroszewska Jantar Ustka                                                 | 61,19    |
| Rzut oszczepem                | Barbara Madejczyk Jantar Ustka                                              | 60,04    | Magdalena Czenska AZS-AWF Warszawa                                              | 53,26    | Joanna Bałdyga MUKS Płock                                                           | 50,17    |

## Biegi przełajowe
76. mistrzostwa Polski w biegach przełajowych rozegrano 6 marca w Kwidzynie. Kobiety rywalizowały na dystansie 4 km, a mężczyźni na 10 km.

### Mężczyźni
| Konkurencja:            | 1. miejsce                         | Rezultat | 2. miejsce                  | Rezultat | 3. miejsce                   | Rezultat |
| Bieg przełajowy (10 km) | Rafał Wójcik Sporting Międzyzdroje | 30:51    | Michał Kaczmarek LLKS Gubin | 31:00    | Artur Osman Ekspres Katowice | 31:02    |

### Kobiety
| Konkurencja:           | 1. miejsce                | Rezultat | 2. miejsce                     | Rezultat | 3. miejsce                            | Rezultat |
| Bieg przełajowy (4 km) | Justyna Bąk Skra Warszawa | 13:27    | Małgorzata Jamróz Warszawianka | 13:30    | Beata Monica-Szyjka Victoria Racibórz | 13:40    |

## Maraton
Mistrzostwa Polski w maratonie kobiet i mężczyzn zostały rozegrane 4 kwietnia w Dębnie.

### Mężczyźni
| Konkurencja: | 1. miejsce                    | Rezultat | 2. miejsce                       | Rezultat | 3. miejsce                         | Rezultat |
| Maraton      | Waldemar Glinka GLKS Świdnica | 2:12:13  | Michał Bartoszak Biegus Wręczyca | 2:13:31  | Leszek Bebło Sporting Międzyzdroje | 2:16:57  |

### Kobiety
| Konkurencja: | 1. miejsce                      | Rezultat | 2. miejsce                 | Rezultat | 3. miejsce                     | Rezultat |
| Maraton      | Monika Drybulska Olimpia Poznań | 2:33:27  | Edyta Lewandowska RKS Łódź | 2:37:02  | Małgorzata Jamróz Warszawianka | 2:39:53  |

## Bieg na 10 000 m
Zawody mistrzowskie w biegu na 10 000 metrów kobiet i mężczyzn odbyły się 8 maja w Policach.

### Mężczyźni
| Konkurencja:     | 1. miejsce                  | Rezultat | 2. miejsce                  | Rezultat | 3. miejsce                            | Rezultat |
| Bieg na 10 000 m | Jan Zakrzewski Oleśniczanka | 29:09,41 | Michał Kaczmarek LLKS Gubin | 29:09,47 | Dariusz Kruczkowski Zawisza Bydgoszcz | 29:09,53 |

### Kobiety
| Konkurencja:     | 1. miejsce                | Rezultat    | 2. miejsce                       | Rezultat | 3. miejsce                   | Rezultat |
| Bieg na 10 000 m | Dorota Gruca Agros Zamość | 31:52,11 NR | Wioletta Janowska AZS-AWF Kraków | 32:16,27 | Grażyna Syrek Olimpia Poznań | 33:28,73 |

## Wieloboje
Mistrzostwa w dziesięcioboju mężczyzn i w siedmioboju kobiet zostały rozegrane 5 i 6 czerwca w Szczecinie.

### Mężczyźni
| Konkurencja:  | 1. miejsce                       | Rezultat  | 2. miejsce                             | Rezultat  | 3. miejsce                       | Rezultat  |
| Dziesięciobój | Michał Modelski AZS-AWFiS Gdańsk | 7603 pkt. | Ireneusz Żurawicz AZS-AWF Gorzów Wlkp. | 7370 pkt. | Robert Gindera Zawisza Bydgoszcz | 7364 pkt. |

### Kobiety
| Konkurencja: | 1. miejsce                             | Rezultat  | 2. miejsce                     | Rezultat  | 3. miejsce                       | Rezultat  |
| Siedmiobój   | Magdalena Szczepańska AZS-AWFiS Gdańsk | 6079 pkt. | Ewa Nowakowska AZS-AWF Wrocław | 5959 pkt. | Joanna Grzesiak AZS-AWFiS Gdańsk | 5930 pkt. |

## Półmaraton
Mistrzostwa Polski w półmaratonie rozegrano 5 września w Pile.

### Mężczyźni
| Konkurencja: | 1. miejsce                   | Rezultat | 2. miejsce                       | Rezultat | 3. miejsce                       | Rezultat |
| Półmaraton   | Piotr Drwal Ekspres Katowice | 1:03:49  | Adam Dobrzyński Ekspres Katowice | 1:03:56  | Radosław Dudycz Ekspres Katowice | 1:04:01  |

### Kobiety
| Konkurencja: | 1. miejsce                        | Rezultat | 2. miejsce                 | Rezultat | 3. miejsce                    | Rezultat |
| Półmaraton   | Małgorzata Sobańska Dąb Kozienice | 1:13:27  | Edyta Lewandowska RKS Łódź | 1:13:41  | Elżbieta Jarosz Śląsk Wrocław | 1:14:45  |

## Chód na 50 km
Zawody mistrzowskie w chodzie na 50 kilometrów mężczyzn odbyły się 3 października w Rumi.
| Konkurencja:  | 1. miejsce            | Rezultat | 2. miejsce                     | Rezultat | 3. miejsce                  | Rezultat |
| Chód na 50 km | Kamil Kalka Gwda Piła | 3:56:29  | Maciej Rosiewicz UKS 12 Kalisz | 4:03:50  | Paweł Grzonka Olimpia Bytów | 4:17:06  |